# Markku Pakkanen
Markku Veli Pakkanen, född 31 januari 1960 i Sippola, är en finländsk politiker (Centern). Han var ledamot av Finlands riksdag 2007–2011 och är riksdagsledamot på nytt sedan 2015. Pakkanen är transportföretagare.
Pakkanen gjorde comeback i riksdagsvalet 2015 med 6 265 röster från Sydöstra Finlands valkrets.